# Czesław Mikołajunas
Czesław Mikołajunas (ur. 1906 w Libawie, zm. 23 listopada 1990 w Warszawie) – polski prawnik specjalizujący się w prawie międzynarodowym, powstaniec warszawski ps. Lanca. 

## Życiorys
Był Polakiem z Litwy kowieńskiej. Ukończył Gimnazjum w Poniewieżu, a następnie Uniwersytet Kowieński. Od początku studiów uczestniczył w działalności Korporacji Akademickiej Lauda. Był jej sekretarzem i wiceprezesem. Ponadto był członkiem Zjednoczenia Polaków Studentów Uniwersytetu Witolda Wielkiego w Kownie. W latach akademickich 1932/33 i 1933/34 był również prezesem Związku Polskiej Młodzieży Akademickiej Litwy. Zasiadał w zarządzie Polskiego Klubu Sportowego "Sparta". Uprzednio był czynnym sportowcem. Uczestniczył w zawodach kajakowych. 
W czasie drugiej wojny światowej działał w konspiracji. Był żołnierzem Wileńskiego Okręgu Związku Walki Zbrojnej - Armii Krajowej. Został aresztowany przez gestapo i uwięziony. Wileńska AK wyznaczyła go na oficera łącznikowego z Warszawą. Jego oddziałem był V obwód (Mokotów) AK. 
Po powstaniu opuścił stolicę z ludnością cywilną i znów został aresztowany przez gestapo. Po wojnie zamieszkał w Warszawie. Był pracownikiem handlu zagranicznego. 